# Slingsby Kirby Kadet
Die Slingsby Type 7 (T.7) Kirby Kadet ist ein einsitziges Segelflugzeug des britischen Herstellers Slingsby Sailplanes, Kirbymoorside aus den 1930er Jahren. Im Einsatz bei der Royal Air Force trug sie die Bezeichnung Cadet TX.1. Mit verschiedenen Abwandlungen blieb sie über 10 Jahre in der Serienproduktion und ist mit 431 gebauten Exemplaren das meistgebaute Segelflugzeug in Großbritannien. Der Namensbestandteil Kirby entstand aus dem Ortsnamen Kirbymoorside in Yorkshire, wohin der Firmenstandort von Scarborough verlegt worden war. In neuerer Zeit wandelte sich der Ortsname zu Kirkbymoorside.

## Geschichte

### Entwicklung
Konstrukteur der Kadet war John Stanley Sproule, der 1935 seine Tätigkeit bei Slingsby begann. Zur damaligen Zeit setzten angehende Piloten, die ihre ersten Flugerfahrungen mit Gleitflugzeugen, wie dem Zögling hinter sich hatten, ihre Ausbildung mit Flugzeugen (in Deutschland als Übungssegelflugzeug bezeichnet) wie dem Prüfling, fort. Ein anderes Flugzeug für diesen Zweck war das die Hol’s der Teufel, von der 1935 einige Exemplare in England flogen. Auf Grundlage der Erfahrungen mit diesen Flugzeugen entwarf Sproule im Herbst und Winter 1935 ein verbessertes Muster mit Anleihen an frühere Slingsby-Konstruktionen.

### Flugerprobung
Die ersten Flüge zeigten, dass die Tragflächenenden nicht torsionssteif genug waren und dadurch eine Umkehr der Querruderwirkung auftreten konnte. Dieses Phänomen war auch bei anderen Leichtbauflugzeugen dieser Zeit, beispielsweise dem RRG Professor, nicht unbekannt. Mit zusätzlichen diagonalen Verspannungselementen im Flügel konnte dieses Problem jedoch behoben werden. Außerdem konnte Strömungsablösung über dem Rumpf zu Leitwerk-buffeting führen und die gesamte Struktur zu, vom Piloten als sehr unangenehm empfundenen harmonischen Schwingungen anregen.
Im April 1936 wurde der erste und zweite Prototype, bei dem erstmals ein Göttingen-426-Profil eingesetzt wurde, von Mitgliedern des Midland Gliding Club im Long Mynd ausgiebig erprobt. Die Beurteilung war für beide Flugzeuge sehr positiv, wegen der geringeren Stallgeschwindigkeit der mit dem Göttingen-Profil ausgerüsteten Maschine, wählte man diese als Basis für die Serienausführung. Als Abhilfe für das Leitwerk-Buffeting ging man den gleichen Weg, den auch Edmund Schneider im Fall des Grunau Baby gewählt hatte. Slingsby veränderte den geraden Rumpfrücken hinter der Tragflächenhinterkante derart, dass dieser nun eine Krümmung nach unten erhielt. Auch der Rumpfbug erhielt ein insgesamt runderes Aussehen.

### Serienfertigung und Dienst im Air Training Corps
Die beschriebenen Rumpfänderungen führte Slingsby erst nach Anlaufen der Serienfertigung ein. Einige der 20 noch vor Beginn des Zweiten Weltkriegs ausgelieferte Exemplare erhielten bereits diese Modifikationen. Auch die Höhe des Seitenleitwerks wurde während der Produktion etwas gekürzt.
Während des Kriegs kam das Air Ministry zu dem Schluss die Kirby Kadet als Schulflugzeug für den Segelflug einzusetzen. Ingenieure des Royal Aircraft Establishments in Farnborough schlugen hierfür einige Änderungen in der Rumpfkonstruktion sowie die Ergänzung eines Bugrads vor. Auch der Einsatz einer selbstauslösenden Ottfur-Bugkupplung für den Windenstart wurde vorgesehen. Die Bezeichnung beim Air Training Corps (ATC) der RAF war Cadet TX Mk. 1. Slingsby erhielt einen Auftrag über 200 Exemplare, wonach dann auch weitere Firmen, wie Fox & Davis Ltd., Papworth Industries, Enham Industries und andere als Lizenznehmer die Cadet herstellten. Das ATC-Programm lief nach dem Krieg zuerst noch weiter, wurde dann aber stark zurückgefahren. Auf den zivilen Markt gelangten nur wenige Cadet, da die Mehrzahl der beim ATC verwendeten Maschinen als Folge des harten Trainingsbetriebes abgeschrieben werden mussten. Vereine bestellten deshalb nach dem Krieg für die Schulung vor allem werksneue Maschinen. Hinzu kamen aber auch etliche verkaufte Bausätze. Noch im Juni 1960 gelang mit einer überarbeiteten Cadet ein Streckenflug über 212 km, was zumindest bis 1993 den längsten Überlandflug des Baumusters darstellte.

## Konstruktion
Die Tragflächen der Kadet hatten einen rechteckigen Grundriss und parallele Doppelholme mit internen Verspannungen zur Aufnahme von Torsionskräften. Das Profil entwickelte Sproule selbst. Die Tragflächenvorderkante war zwar sperrholzverkleidet, war aber nicht dazu ausgelegt, Kräfte aufzunehmen, sondern diente nur der Formgebung. Der Rest der Fläche war stoffbespannt. Mit den zweifachen Zugstreben auf jeder Seite vermied man teure und schwere Tragflächenbeschläge für den Rumpfanschluss. Die beiden Tragflächen stießen über dem Rumpf stumpf zusammen und wurden mit dem Rumpf mittels zweier Stahlstäbe verbunden. Die Serienflugzeuge wiesen keine V-Stellung mehr auf, wie dies beim Prototyp noch der Fall war.
Die Hauptspante des Rumpfs waren nach oben soweit verlängert, dass sie in Form eines sperrholzbeplankten Pylons die Tragflächen tragen konnten. Die Stahlrohrstreben der Tragflächen waren an den unteren Ecken der Spante angeschlossen. Der insgesamt sperrholzverkleidete Rumpf besaß im oberen Bereich zwischen Tragflächenhinterkante und Höhenleitwerk einen geraden Stringer mit einer Stoffbespannung um Inspektionen zu ermöglichen. Die Bugform orientierte sich ebenfalls an Prüfling und Hol’s der Teufel, indem in der Draufsicht der Bug abgerundet, in der Seitenansicht aber gerade und nach hinten geneigt war. Das hohe Seitenruder war aerodynamisch ausgeglichen.

## Technische Daten
| Kenngröße            | Daten                               |
| -------------------- | ----------------------------------- |
| Besatzung            | 1                                   |
| Länge                | 6,46 m (früh), 6,36 m (Hauptmodell) |
| Rumpfbreite          | 0,56 m                              |
| Spannweite           | 11,70 m                             |
| Tragflächentiefe     | 1,38 m                              |
| Flügelfläche         | 15,8 m²                             |
| Tragflächenbelastung | 155 N/m²                            |
| Flügelstreckung      | 8,67                                |
| Leermasse            | 134,5 kg                            |
| Startmasse           | 232,7 kg                            |